# Почаївська міська рада
Поча́ївська міська́ ра́да — адміністративно-територіальна одиниця та орган місцевого самоврядування у Кременецькому районі Тернопільської області. Адміністративний центр — місто Почаїв.

## Загальні відомості
- Територія ради: 24,04 км²
- Населення ради: 8 322 особи (станом на 2001 рік)

## Населені пункти
Міській раді підпорядковані населені пункти:
- м. Почаїв
- с. Затишшя
- с. Старий Тараж (Кременецький район)
- м. Комарин

## Склад ради
Рада складається з 36 депутатів та голови.
- Голова ради: Бойко Василь Сергійович
- Секретар ради: Уйван Василь Якович

### Керівний склад попередніх скликань
| Прізвище, ім'я, по батькові | Основні відомості                                               | Дата обрання | Дата звільнення |
| --------------------------- | --------------------------------------------------------------- | ------------ | --------------- |
| Іванюк Олег Петрович        | Міський голова, 1962 року народження, освіта вища               | 26.03.2006   | 31.10.2010      |
| Іванюк Олег Петрович        | Міський голова, 1962 року народження, освіта вища, безпартійний | 31.10.2010   | 04.04.2014      |
| Бойко Василь Сергійович     | Міський голова, 1970 року народження, безпартійний              | 26.10.2014   |                 |

Примітка: таблиця складена за даними сайту Верховної Ради України

### Депутати громади (2015)
| Найменування партії                    | К-сть голосів, поданих за місцеву організацію політичної партії | К-сть отриманих депутатських мандатів | %     |
| -------------------------------------- | --------------------------------------------------------------- | ------------------------------------- | ----- |
| Блок Петра Порошенка «Солідарність»    | 1297                                                            | 12                                    | 46.15 |
| «Громадянська позиція»                 | 670                                                             | 6                                     | 23.08 |
| Всеукраїнське об'єднання «Свобода»     | 554                                                             | 5                                     | 19.23 |
| Всеукраїнське об'єднання «Батьківщина» | 386                                                             | 3                                     | 11.54 |

Депутатський склад громади становить 26 осіб:
1. Бондар Неля Олександрівна
2. Борчук Тетяна Євгеніївна
3. Бренчагова Леся Леонідівна
4. Вовк Лариса Володимирівна
5. Галаган Степан Семенович
6. Гичка Галина Іванівна
7. Дармограй Оксана Володимирівна
8. Замковський Микола Вікторович
9. Ковальчук Віктор Іванович
10. Ковальчук Марія Петрівна
11. Кульчинський Анатолій Миколайович
12. Марутовський Валерій Володимирович
13. Мостинчук Галина Миколаївна
14. Остапчук Микола Вікторович
15. Панчук Павло Васильович
16. Пудайло Микола Миколайович
17. Савчук Микола Васильович
18. Семесюк Микола Миколайович
19. Сімащук Валентина Миколаївна
20. Трофимлюк Василь Всеволодович
21. Трофимлюк Георгій Борисович
22. Уйван Василь Якович
23. Чиж Василь Васильович
24. Шаповал Марія Іванівна
25. Шатківський Валерій Глібович
26. Шегера Людмила Кирилівна

За результатами місцевих виборів 2010 року:
- Кількість мандатів: 36
- Кількість мандатів, отриманих за результатами виборів: 37

#### За суб'єктами висування
| Суб'єкт висування                                       | Кількість обраних депутатів | %    |
| ------------------------------------------------------- | --------------------------- | ---- |
| Партія регіонів                                         | 13                          | 35,1 |
| Соціалістична партія України                            | 7                           | 18,9 |
| Політична партія Всеукраїнське об'єднання «Батьківщина» | 5                           | 13,5 |
| Народна партія                                          | 4                           | 10,8 |
| Політична партія Всеукраїнське об'єднання «Свобода»     | 4                           | 10,8 |
| Єдиний Центр                                            | 2                           | 5,4  |
| Політична партія «Фронт Змін»                           | 2                           | 5,4  |

#### За округами
| № округу                                                | Прізвище, ім'я, по батькові        | Дата визнання обраним | Освіта             | Партійна приналежність                        | Відомості про обраного депутата                                                                                   |
| ------------------------------------------------------- | ---------------------------------- | --------------------- | ------------------ | --------------------------------------------- | --- |
| Єдиний Центр                                            |                                    |                       |                    |                                               | |
| б/м                                                     | Шатківський Валерій Глібович       | 04.11.2010            | вища               | позапартійний                                 | приватний підприємець                                                                                             |
| б/м                                                     | Марутовський Валерій Володимирович | 04.11.2010            | вища               | член Єдиного Центру                           | газорозподільча станція м. Почаїв, оператор                                                                       |
| Народна Партія                                          |                                    |                       |                    |                                               | |
| 6                                                       | Уйван Василь Якович                | 04.11.2010            | вища               | член Народної партії                          | Навчально-методичний центр цевільного захисту та безпекижитедіяльностіТернопільської області, завідувачНКПмПочаїв |
| 8                                                       | Трофимлюк Георгій Борисович        | 04.11.2010            | середня спеціальна | член Народної партії                          | М.Почаїв, пП |
| 9                                                       | Чиж Василь Михайлович              | 04.11.2010            | вища               | член Народної партії                          | М.Почаїв, пП |
| 11                                                      | Двигайло Василь Ярославович        | 04.11.2010            | вища               | член Народної партії                          | Кременецька РДЛВМ, ветлікар                                                                                       |
| Партія регіонів                                         |                                    |                       |                    |                                               | |
| б/м                                                     | Голуб Анатолій Петрович            | 04.11.2010            | вища               | позапартійний                                 | Почаївське ВПУ 21, директор                                                                                       |
| б/м                                                     | Галаган Степан Семенович           | 04.11.2010            | вища               | позапартійний                                 | Почаївське СТ, директор                                                                                           |
| б/м                                                     | Алімова Алла Дмитрівна             | 04.11.2010            | вища               | позапартійна                                  | Почаївський музей, директор                                                                                       |
| б/м                                                     | Собчук Володимир Іванович          | 04.11.2010            | вища               | позапартійний                                 | Будинок дитячої творчості, завгосп                                                                                |
| б/м                                                     | Панчук Павло Васильович            | 04.11.2010            | вища               | позапартійний                                 | ЗВК Почаївського СТ, директор                                                                                     |
| б/м                                                     | Чорнобай Любов Іванівна            | 09.04.2015            | вища               | позапартійна                                  | Соціальна служба, провідний спеціаліст                                                                            |
| б/м                                                     | Загоруйко Людмила Володимирівна    | 02.04.2015            | вища               | позапартійна                                  | Будинок дитячої творчості, директор                                                                               |
| 3                                                       | Палій Ярослав Іванович             | 04.11.2010            | вища               | член Партії регіонів                          | психоневрологічний інтернат, завгосп                                                                              |
| 4                                                       | Гладун Олександр Іванович          | 04.11.2010            | середня спеціальна | позапартійний                                 | приватний підприємець                                                                                             |
| 7                                                       | Горобець Ганна Данилівна           | 04.11.2010            | вища               | член Партії регіонів                          | ВАТ Кременецьгаз, майстер                                                                                         |
| 10                                                      | Пудайло Микола Миколайович         | 04.11.2010            | вища               | позапартійний                                 | Почаївська фабрика «Іква», інженер                                                                                |
| 13                                                      | Ковальчук Марія Петрівна           | 15.11.2010            | вища               | член Партії регіонів                          | Почаївська ЦКЛ, старша медсестра                                                                                  |
| 17                                                      | Лихва Станіслав Володимирович      | 04.11.2010            | вища               | позапартійний                                 | Почаївське ККП, начальник                                                                                         |
| Політична партія Всеукраїнське об'єднання «Батьківщина» |                                    |                       |                    |                                               | |
| б/м                                                     | Батюх Наталія Петрівна             | 04.11.2010            | вища               | член Всеукраїнського об'єднання «Батьківщина» | тимчасово не працює                                                                                               |
| б/м                                                     | Жадан Ірина Володимирівна          | 04.11.2010            | вища               | член Всеукраїнського об'єднання «Батьківщина» | приватний підприємець                                                                                             |
| б/м                                                     | Заболотний Володимир Ілліч         | 04.11.2010            | вища               | член Всеукраїнського об'єднання «Батьківщина» | Кременецьке ВПРГ, диспетчер                                                                                       |
| б/м                                                     | Сімащук Валентина Миколаївна       | 02.04.2015            | вища               | член Всеукраїнського об'єднання «Батьківщина» | тимчасово не працює                                                                                               |
| 1                                                       | Октович Лариса Василівна           | 04.11.2010            | вища               | член Всеукраїнського об'єднання «Батьківщина» | Почаївська районна комунальна лікарня, лікар                                                                      |
| Політична партія Всеукраїнське об'єднання «Свобода»     |                                    |                       |                    |                                               | |
| б/м                                                     | Красовський Костянтин Валентинович | 04.11.2010            | вища               | член Всеукраїнського об'єднання «Свобода»     | тимчасово не працює                                                                                               |
| б/м                                                     | Савчук Микола Васильович           | 04.11.2010            | середня спеціальна | член Всеукраїнського об'єднання «Свобода»     | приватний підприємець                                                                                             |
| 2                                                       | Хворостецький Віктор Леонідович    | 04.11.2010            | середня спеціальна | член Всеукраїнського об'єднання «Свобода»     | пенсіонер |
| 15                                                      | Черепенко Віталій Микитович        | 04.11.2010            | вища               | член Всеукраїнського об'єднання «Свобода»     | Зав. хірургічним відділенням, почаївської КРЛ                                                                     |
| Політична партія «Фронт Змін»                           |                                    |                       |                    |                                               | |
| б/м                                                     | Дудар Леонід Васильович            | 04.11.2010            | вища               | член Політичної партії «Фронт Змін»           | Почаївське ВПУ № 21, викладач                                                                                     |
| б/м                                                     | Бельц Ольга Адамівна               | 04.11.2010            | вища               | член Політичної партії «Фронт Змін»           | приватний підприємець                                                                                             |
| Соціалістична партія України                            |                                    |                       |                    |                                               | |
| б/м                                                     | Остапчук Микола Вікторович         | 04.11.2010            | вища               | член Соціалістичної партії України            | Теркоменерго м. Почаїв, оператор                                                                                  |
| б/м                                                     | Кравчук Віктор Леонідович          | 04.11.2010            | вища               | член Соціалістичної партії України            | приватний підприємець                                                                                             |
| 5                                                       | Чиж Василь Васильович              | 04.11.2010            | середня            | член Соціалістичної партії України            | ТОВ Корона, директор                                                                                              |
| 12                                                      | Остапчук Віктор Іванович           | 04.11.2010            | вища               | член Соціалістичної партії України            | МВС, пенсіонер МВС                                                                                                |
| 14                                                      | Ягенич Віктор Михайлович           | 04.11.2010            | вища               | член Соціалістичної партії України            | Почаївська міська рада, перший заступник                                                                          |
| 16                                                      | Бондар Неля Олександрівна          | 04.11.2010            | незакінчена вища   | член Соціалістичної партії України            | Підприєм. М.Почаїв, товарознавець                                                                                 |
| 18                                                      | Процюк Андрій Васильович           | 04.11.2010            | вища               | член Соціалістичної партії України            | тимчасово не працює                                                                                               |

## Центр надання соціальних послуг Почаївської міської ради (ЦНСП)
Відповідно до впровадження децентралізації в Україні, у Почаївській громаді було створено комунальну установу Центр надання соціальних послуг за рішенням Почаївської міської ради від 27 серпня 2020 року “Про утворення КУ “Центр надання соціальних послуг Почаївської міської ради”, яка була зареєстрована державним реєстратором за місцеперебуванням юридичної особи 1 жовтня 2020 року.
Юридична адреса: місто Почаїв, вулиця Возз'єднання, 16.

### Діяльність
Діяльністю центру є надання соціальних послуг згідно з державними стандартами: інформування, консультування, представництво інтересів, догляд вдома, соціальні профілактика, адаптація, супровід сімей.
13 червня 2021 р. Центр надання соціальних послуг Почаївської міської ради в рамках надання послуг «Соціальна профілактика» та «Соціальна адаптація» провів святковий захід «Щасливі батьки — щасливі діти».

### Структура
КУ “Центр надання соціальних послуг Почаївської міської ради” складається з адміністративного персоналу, відділу соціальної допомоги вдома та відділу соціальної роботи.
Керівником ЦНСП на підставі конкурсного відбору та рішенням міського голови було призначено Гичку Юрія Сергійовича.